# Castanea mollissima
El castanyer de la Xina (Castanea mollissima) és un membre del gènere Castanea, de la família de les fagàcies, i és una mena de castanyer natiu de la Xina que prolifera naturalment a les províncies d'Anhui, Fujian, Gansu, Guangdong, Guangxi, Guizhou, Hebei, Henan, Hubei, Hunan, Jiangsu, Jiangxi, Liaoning, Mongòlia Interior, Qinghai, Shaanxi, Shandong, Shanxi, Sichuan, Xizang, Yunnan, i Zhejiang, i també a Taiwan i a Corea. Creix a prop del nivell del mar al nord de la seva àrea de distribució, i en altituds de fins a 2.800 m al sud de la serralada. L'espècie prefereix viure a ple sol i en sòls que siguin àcids, margosos, i té una taxa de creixement mitjà.

## Morfologia
Es tracta d'un arbre caducifoli que creix fins als 20 m d'alçària amb una capçada ampla. Les fulles són alternes, simples, 10-22 cm de llarg i 4,5-8 cm d'ample, amb un marge dentat. Les flors es produeixen en aments 4-20 cm de llarg, amb les flors femenines a la base de la inflorescència i les flors masculines en la resta. El fruit és una zona densament espinosa, la cúpula en fa de diàmetre 4-8 cm, amb dos o tres nous marrons brillants, que són 2-3 cm de diàmetre en arbres silvestres. La part específica del seu nom científic «mollissima» deriva de les branques suaument pubescents i les fulles joves.

## Ecologia
Quan es conrea a prop d'altres espècies de castanyer (incloent-hi el castanyer japonès, C. crenata, el castanyer americà, C. dentata i el castanyer, C. sativa), el castanyer xinès fàcilment hibrida amb la pol·linització creuada de les altres espècies de castanyer.
Els castanyers xinesos han evolucionat al llarg d'un llarg període en convivència amb l'escorça de fongs la malaltia xancre del castanyer (Cryphonectria parasitica, anteriorment Endothia parasitica), i s'han desenvolupat una resistència molt reeixida per la plaga, probablement més que qualsevol altra espècie de castanyer, de manera que, encara que no és immune, se sosté típicament no més de dany de menor importància quan s'infecten. Això està en marcat contrast amb el castanyer americà, que no tenia la resistència del xacre, i va ser gairebé esborrada del mapa després de la introducció de la plaga des d'Àsia a Amèrica del Nord. Un programa actiu ha dut a terme a Amèrica del Nord a creuar els castanyers xinesos amb els nord-americans per intentar maximitzar diversos trets desitjables del castanyer americà, com la major alçada, tenir una fulla més ampla, més gran de rosca, rosca i una major dolçor, alhora d'aïllar i ser més resistent del xacre del castanyer xinès.

## Usos
Les nous són comestibles, i l'arbre es conrea extensament a l'Extrem Orient, més de 300 cultius han estat seleccionats per a la producció de la nou, subdividides en cinc grups regionals: Nord, la vall del riu Yangtze, Sichuan i Guizhou, al sud i sud-oest. A més d'això, el castanyer de Dandong (pertanyent a la castanyer japonès - Castanea crenata) és un cultiu important a la província de Liaoning. Alguns cultius, com 'Kuling', 'Meiling' i 'Nanking', tenen femelles grans de fins a 4 cm de diàmetre. Les nous són dolces, i considerat per algú per tenir el millor sabor de qualsevol castanyer, encara que altres afirmen que no són tan bons com el castanyer americà. Les nous també són una font important d'aliments per a la fauna silvestre.